# Rage Software
Rage Software – brytyjski producent i wydawca gier komputerowych z siedzibą w Liverpoolu funkcjonujący w latach 1992-2003.

## Historia

### Początki
Historia firmy sięga 1992, kiedy po upadku wcześniejszego projektu, jakim było Special FX Software, Paul Finnegan wraz z grupą współpracowników, postanowił założyć w Liverpoolu, Rage Software, i rozpoczął pracę nad grą sportową Striker. Gra zadebiutowała na rynku brytyjskim, z miejsca stając się hitem sprzedażowym, zachęcając tym samym studio do portowania tytułu na wszelkie dostępne wówczas platformy, w tym na komputery Amiga i konsole Segi oraz Nintendo. Kolejne sukcesy sprzedażowe sprawiły, że firma Rage prężnie się rozrosła, otwierając w ciągu 3 lat, oddziały w Newcastle, Londynie oraz Birmingham.
W listopadzie 1994 pojawiła się informacja o zamiarze kupna firmy (wraz z Software Creations) przez B.C.E Holdings (Bristol Coin Equipment), lidera w branży arcade. Transakcja została dokonana, miesiąc później.
Rage nabyło Denton Designs w grudniu 1995 Natomiast, w listopadzie 1996 B.C.E przyjmuje nazwę Rage Software plc, zaś samo studio z czasem zaczęło funkcjonować jako Rage Games.

### Rozwój firmy oraz inwestycje
W 1997 podjęto decyzję o samodzielnym wydawaniu swoich produkcji. W latach 1997–1999 firma zawiera kolejne umowy na rzecz rozwoju z Intelem, Sony i Microsoftem, oraz licencyjne z Compaq, Dellem, Infogrames, Segą oraz Imagineer.
W październiku 1999 firma kupuje Digital Image Design od Infogrames UK i przemianowuje je na Rage Warrington.
W styczniu 2000 zainwestowało w nowo powstałe Internet Indirect Plc – firmę wspierającą rozwój firm technologicznych oraz internetowych; dzięki temu posunięciu Rage liczyło na wykorzystanie badań firmy w swoich tytułach; przejęło również Wayward Design z siedzibą w Bristolu.
Miesiąc później, Rage wykupiło dwa nowo powstałe studia ulokowane w Szkocji, obsadzając na stanowisko kierownika, weterana branży gier komputerowych i twórcę serii GTA – Davida Jonesa; swoją decyzję firma tłumaczyła chęcią rozwoju gier wykorzystujących technologię WAP, oraz ekspansją na rynek mobilny. Stało się też właścicielem RGB Tree Limited – studia odpowiedzialnego za port GTA2 na PlayStation; i nabyło 20% akcji nowo powstałego Denki Limited z siedzibą w Dundee. W ramach tej umowy Rage zyskało prawa do produkcji oraz wydania trzech tytułów na Game Boya.
Rage obwieściło uruchomienie internetowego oddziału, Rage On-Line, która miała stanowić platformę dla graczy, z której mogliby pobierać nową zawartość do swoich gier; oraz umożliwiałaby kupowanie nowych tytułów przez sklep internetowy
We wrześniu 2000 Rage Software uruchomiło swoją stronę internetową Rage.com, celem promocji swoich tytułów, w tym Wild Wild West na PS2, oraz Internet Football Club
W lutym 2001 podpisało porozumienie z Nokią na produkcję gier na telefony fińskiego producenta, natomiast w marcu zawarto 4-letnią umowę z klubem Manchester United na użycie nazwiska Davida Beckhama w celach marketingowych (miał on pomóc w promocji powracającej na rynek serii Striker); zaś w kwietniu wytwórnia Metro-Goldwyn-Mayer udzieliła licencji na produkcję tytułów opartych na serii filmów Rocky.
W kwietniu posiadało studia w Birmingham, Newcastle, Warrington, Sheffield, Bristol, Dundee, Leeds i Huddersfield.
W czerwcu 2001 studio uzyskało 20 mln GBP pożyczki, po tym jak się okazało, że na koncie firmy pozostało jedynie 500 tys. GBP – część kwoty o wartości 15 mln miało zostać przekazane firmie pod warunkiem, że po spłaceniu kwoty pożyczki bank GEM Global Yield Fund uzyska 76% akcji studia. CEO studia Paul Finnegan oświadczył, że w planach studia na najbliższe 2 lata, ma przeznaczenie "nie więcej niż połowę tej kwoty" na promocję tytułów Rage, pozyskanie kolejnych licencji oraz dążenie do pełnego zaangażowania się w strategię samodzielnego wydawania swoich gier.
Firma zatrudniała wówczas 260 pracowników obsadzonych w 4 studiach: Newcastle, Bristol, Warrington, Birmingham.
W październiku Rage oświadczyło, że będzie tworzyć gry na konsolę GameCube Nintendo, a w grudniu nawiązało współpracę z byłym członkiem SAS i uczestnikiem I wojny w Zatoce Perskiej, Andym McNabem. Miał on pełnić rolę dyrektora kreatywnego i technicznego przy produkcji gier militarnych opartych na jego twórczości. Pisarz przyznał, że był pozytywnie zaskoczony jakością tytułów studia; zaś współpraca ta miała zagwarantować zachowanie autentyczności i szczegółów w tworzonych tytułach. W międzyczasie, tytuł z Davidem Beckhamem ponosi porażkę.

### Upadek firmy oraz jej bankructwo
W marcu 2002 wyszło na jaw, że firma poniosła kolejne straty finansowe wynikające z trudności wydawniczego działu firmy w zaistnieniu na rynku, oraz z wysokich kosztów jego prowadzenia; miesiąc później sytuacja uległa pogorszeniu w związku ze spadającą ceną akcji na giełdzie oraz niezadowalającej sprzedaży gry z Davidem Beckhamem w tytule.
Na targach E3 2002 Rage ogłosiło podpisanie 3-letniej umowy z Lamborghini – na jej mocy, firma miała stworzyć serię gier z samochodami tej marki. Pierwszy tytuł z tej serii miał się pojawić na wiosnę 2003 r
David Jones wykupił studio w Dundee, aby niedługo potem otworzyć Realtime Worlds; podobny krok Phil Wright uczynił ze studiem w Sheffield, tworząc Yeti Studios (odpowiedzialne za PC-tową wersję Gun Metal).
Latem firma zarobiła 4,5 mln GBP, które zainwestowała w rozwój tytułów będących w produkcji, lecz (zdaniem Huntera Kelly'ego) opóźnienia w dostarczeniu ich na rynek spowodował, że firma, przy niewystarczających dochodach, nie była w stanie spłacić kosztów funkcjonowania spółki na czas, zwalniając w trybie natychmiastowym 74 pracowników.
W październiku Trevor Williams odszedł ze stanowiska prezesa Rage Birmingham, aby, wraz z Joan Finnegan (żoną Paula Finnegana), założyć Swordfish Studios, a następnie wykupić z rąk Rage oddział którym wcześniej zarządzał.
Mimo dobrej sprzedaży gry z Davidem Beckhamem w święta 2002 13 stycznia 2003 akcje Rage spadły o 67%, następnego dnia firma zawiesiła sprzedaż akcji, aby oficjalnie 16 stycznia ogłosić bankructwo. Majątek firmy został zlicytowany, zaś pozostali 82 pracownicy rozeszli się, znajdując zatrudnienie w innych studiach developerskich, m.in. w tych powstałych na dawnym majątku Rage.

## Oddziały
- Wayward Design – założony w 1994, kupiony w styczniu 2000[7][1]
- Rage Warrington (dawniej Digital Image Design) – założony w 1989, kupiony w październiku 1999[7]
- Rage Scotland – założone w czerwcu 2000 przez Davida Jonesa; ulokowane w Edynburgu oraz w Dundee; wykupione w 2002[7][1][a]
- Rage Newcastle – założone w 1993 przez Petera Johnsona[28][29][30]
- Rage Leeds (dawniej RGB Tree Ltd.) – założone w styczniu 1995 (jako Sunrise Games); kupione w lutym 2000; zamknięte w związku z konsolidacją studia ze oddziałem Rage Sheffield w czerwcu 2001[31][7][32]
- Rage Huddersfield (dawniej Caffeine Studios Ltd. i The Internet Football Club Ltd) – założone w październiku 1996; kupione w kwietniu 2000; zamknięte w czerwcu 2001[31][33][34][7]
- Rage Sheffield – powstało w październiku 1999 z udziałem byłych pracowników Gremlin Interactive z Philem Wrightem na czele; sprzedane w sierpniu 2002[12][22]
- Rage Birmingham – założone w 1994 przez Trevora Williamsa, w 2002 zostało ono wykupione przez swojego założyciela[b].
- Rage London – zamknięte po 1998[35]

## Wyprodukowane gry[36][37]

### jako producent
| Tytuł                                    | Rok             | Developer                                       | Wydawca                                                                                     | Platforma | Uwagi |
| ---------------------------------------- | --------------- | ----------------------------------------------- | ------------------------------------------------------------------------------------------- | --- | --- |
| Striker                                  | 1992            | Rage Liverpool                                  | Elite Systems                                                                               | Amiga; Amiga CD32; Sega Mega Drive; SNES; Atari ST; DOS | |
| Ultimate Strike                          | 1993            | Rage Liverpool                                  | Sega of Europe                                                                              | Sega Master System; Sega Mega Drive; Sega Game Gear | Tytuł ten został wydany wyłącznie na konsole Segi |
| Elite Soccer                             | 1994            | Rage Liverpool                                  | GameTek                                                                                     | SNES; GameBoy | Wersję na Gameboya opracowało Denton Designs |
| Power Drive                              | 1994            | Rage Liverpool                                  | U.S Gold                                                                                    | Amiga; Amiga CD32; DOS; Sega Game Gear; Sega Mega Drive; SNES | |
| Striker Pro                              | 1994            | Rage Software                                   | Philips Media                                                                               | Philips CD-i | Wersja na konsolę Philipsa |
| Power Drive Rally                        | 1995            | Rage Liverpool                                  | Time Warner Interactive                                                                     | Atari Jaguar | |
| Striker '95                              | 1995            | Rage Liverpool                                  | Time Warner Interactive; Sega                                                               | DOS; Sega Mega Drive | Za port na Mega Drive'a odpowiedzialne były Rage Liverpool i Rage London. |
| Revolution X                             | 1995            | Rage Newcastle (GEN; SNES) Rage Liverpool (PSX) | Acclaim Entertainment                                                                       | Sega Saturn; Sega Mega Drive; Playstation; SNES; DOS | |
| Striker '96                              | 1996            | Rage Software                                   | PL: CD Projekt Acclaim Entertainment                                                        | DOS; Sega Saturn; Playstation | |
| FIFA Soccer 97                           | 1996            | Rage Software                                   | Electronic Arts                                                                             | SNES | |
| DOOM                                     | 1997            | Rage Liverpool                                  | GT Interactive                                                                              | Sega Saturn | Konwersja gry na Segę Saturn |
| Darklight Conflict                       | 1997            | Rage Liverpool                                  | Electronic Arts PL: IPS Computer Group                                                      | DOS; Playstation; Sega Saturn | |
| AYSO Soccer '97                          | 1997            | Rage Software                                   | GameTek                                                                                     | DOS | Gra oparta na licencji AYSO (American Youth Soccer Organisation) – Amerykańskiej Organizacji Młodzieżowej Piłki Nożnej) |
| Trash It                                 | 1997            | Rage Birmingham (DOS)                           | GT Interactive                                                                              | DOS; Playstation; Sega Saturn | |
| Jonah Lomu Rugby                         | 1997            | Rage Birmingham                                 | Codemasters                                                                                 | DOS; Playstation; Sega Saturn | |
| DBZ: Dead Ball Zone                      | 1998            | Rage Birmingham                                 | GT Interactive                                                                              | Playstation | Na stronie internetowej Rage zamieszczono informację o porcie gry na PC przewidywanym na IV kwartał 98 r. Za port miało być odpowiedzialne Rage Birmingham. Ostatecznie tytuł ten pojawił się w 1999 r. jako Savage Arena                                                                         |
| Jeff Wayne's The War of the Worlds       | 1998            | Rage London                                     | GT Interactive; PL: Licomp Empirical Multimedia                                             | Microsoft Windows; | |
| Incoming                                 | 1998            | Rage Liverpool                                  | Rage Software; MacPlay (Mac); Xicat Interactive (Windows); Interplay (Dreamcast); Imagineer | Microsoft Windows; Sega Dreamcast; Macintosh | |
| Expendable                               | 1999            | Rage Newcastle                                  | Infogrames (Dreamcast i PSX); Blue Moon Red Owl (Mac); Rage Software (Windows)              | Microsoft Windows; Playstation; Sega Dreamcast; Macintosh | |
| Savage Arena                             | 1999            | Rage Birmingham                                 | Rage Software                                                                               | Microsoft Windows | PC-towy port DBZ: Dead Ball Zone |
| Microsoft International Soccer 2000      | 1999            | Rage Birmingham                                 | Microsoft                                                                                   | Microsoft Windows | |
| Striker Pro 2000                         | 1999            | Rage Birmingham                                 | Infogrames                                                                                  | Playstation; Sega Dreamcast | Pierwotnie tytuł ten miał się ukazać jako Ruud Gullit's Striker, lecz po zakupie licencji UEFA producent zadecydował o zmianie nazwy na bardziej nośną markę. Port na Dreamcasta został wydany jako UEFA Striker                                                                                  |
| Wild Wild Racing                         | 2000            | Rage Liverpool                                  | Interplay; Rage Software; Imagineer                                                         | Playstation 2 | Była to pierwsza samodzielnie wydana przez Rage Software gra na konsole. |
| Space Debris                             | 2000            | Rage Liverpool                                  | Sony Computer Entertainment Europe                                                          | Playstation | |
| Gadget Golf                              | 2001            | Rage Huddersfield                               | Nokia                                                                                       | Nokia 9210i | |
| GTC: Africa                              | 2001            | Rage Warrington                                 | Majesco Sales; Rage Software                                                                | Playstation 2 | |
| Eurofighter Typhoon                      | 2001            | Rage Warrington                                 | Take-Two Interactive; Rage Software                                                         | Microsoft Windows | |
| eRacer                                   | 2001            | Rage Warrington                                 | Rage Software                                                                               | Microsoft Windows | |
| Hostile Waters: Antaeus Rising           | 2001            | Rage Birmingham                                 | Interplay; Rage Software                                                                    | Microsoft Windows | |
| Offroad                                  | 2001            | Rage Sheffield                                  | Interplay; Rage Software                                                                    | Microsoft Windows | W USA wydane jako Off-Road Redneck Racing |
| Denki Blocks!                            | 2001            | Rage Huddersfield                               |                                                                                             | OpenTV | |
| David Beckham Soccer                     | 2001            | Rage Birmingham                                 | Majesco Sales; Rage Software                                                                | Playstation; Playstation 2; Xbox; Game Boy Color; Game Boy Advance | |
| David Beckham Soccer                     | 2002            | Rage Birmingham                                 | Majesco Sales; Rage Software                                                                | Playstation; Playstation 2; Xbox; Game Boy Color; Game Boy Advance | |
| Incoming Forces                          | Rage Liverpool  | Rage Software; Groove Games; Hip Interactive    | Microsoft Windows                                                                           | | |
| Rocky                                    | Rage Newcastle  | Rage Software; Ubisoft                          | Microsoft Windows; Xbox; Nintendo GameCube; Game Boy Advance                                | Trwały prace nad kontynuacją Rocky'ego, a pieczę nad nią sprawowali programiści z Rage Newcastle. Po upadku Rage Software, Ubisoft zlecił wykonanie kontynuacji studiu Venom Games, złożonym z pracowników poprzedniego wykonawcy. | |
| Gun Metal                                | Rage Sheffield  | Majesco Sales; Rage Software                    | Xbox                                                                                        | | |
| Mobile Forces                            | Rage Dundee     | Majesco Sales, Rage Software                    | Microsoft Windows                                                                           | | |
| Twin Caliber                             | Rage Warrington | Rage Software                                   | Playstation 2                                                                               | Planowane były porty na Xboxa i GameCube'a na marzec 2003 r, lecz z uwagi na kiepskie przyjęcie tytułu na rynku, oraz zamknięcie Rage Software – zostały one anulowane                                                             | |
| Midnight GT: Primary Racer               | Rage Liverpool  | Rage Software                                   | Microsoft Windows                                                                           | | |
| Eurofighter Typhoon:Operation Icebreaker | Rage Warrington | Rage Software                                   | Microsoft Windows                                                                           | Wydane wyłącznie w Europie | |
| Rage Rally                               | Rage Warrington | Global Software Publishing; Rage Software       | Microsoft Windows                                                                           | | |
| Totaled!                                 | Rage Sheffield  | Rage Software; Majesco Sales                    | Xbox; Playstation 2                                                                         | W Europie znane jako Crash na Xboxie; zaś Crashed na PS2. W planach było wydanie gry na GameCube w kwietniu 2003 r. | |
| Rolling                                  | 2003            | Rage Liverpool                                  | Rage Software                                                                               | Playstation 2; Xbox | Gra miała mieć premierę w lutym 2003 r. W związku z upadkiem firmy, prawa do marki nabyło SCi i w październiku tegoż roku z pomocą Indy Games, gra weszła na rynek. Planowany był port na Game Boy Advance (odpowiedzialne za nie było Fluid Studios), lecz ostatecznie prace nad nim wstrzymano. |

### jako wydawca
| Tytuł                                       | Rok  | Developer                                                  | Platforma                                                    |
| ------------------------------------------- | ---- | ---------------------------------------------------------- | ------------------------------------------------------------ |
| Incoming: The Final Conflict                | 1998 | Rage Liverpool                                             | Sega Dreamcast; Microsoft Windows                            |
| Expendable/Millenium Soldier: Expendable    | 1999 | Rage Newcastle                                             | Microsoft Windows; Sega Dreamcast                            |
| Savage Arena                                | 1999 | Rage Birmingham                                            | Microsoft Windows                                            |
| B-17 Flying Fortress: The Mighty 8th        | 2000 | Wayward Design                                             | Microsoft Windows                                            |
| Wild Wild Racing                            | 2000 | Rage Liverpool                                             | Playstation 2                                                |
| David Beckham Soccer                        | 2001 | Rage Birmingham                                            | Xbox                                                         |
| Denki Blocks!                               | 2001 | Denki; Covert Operations                                   | Game Boy Color; Game Boy Advance                             |
| eRacer                                      | 2001 | Rage Liverpool                                             | Microsoft Windows                                            |
| Eurofighter Typhoon                         | 2001 | Rage Warrington                                            | Microsoft Windows                                            |
| GTC: Africa                                 | 2001 | Rage Warrington                                            | Playstation 2                                                |
| Hostile Waters: Antaeus Rising              | 2001 | Rage Birmingham                                            | Microsoft Windows                                            |
| Offroad                                     | 2001 | Rage Sheffield                                             | Microsoft Windows                                            |
| Twin Caliber                                | 2002 | Rage Warrington                                            | Playstation 2                                                |
| Eurofighter Typhoon: Operation Icebreaker   | 2002 | Rage Warrington                                            | Microsoft Windows                                            |
| Go! Go! Beckham! Adventure On Soccer Island | 2002 | Denki                                                      | Game Boy Advance                                             |
| Gun Metal                                   | 2002 | Rage Sheffield                                             | Xbox                                                         |
| Incoming Forces                             | 2002 | Rage Liverpool                                             | Microsoft Windows                                            |
| Midnight GT: Primary Racer                  | 2002 | Rage Liverpool                                             | Microsoft Windows                                            |
| Mobile Forces                               | 2002 | Rage Dundee                                                | Microsoft Windows                                            |
| Rocky                                       | 2002 | Rage Newcastle; Steel Monkeys (GameCube); Virtucraft (GBA) | Microsoft Windows; Xbox; Nintendo GameCube; Game Boy Advance |
| Totaled!                                    | 2002 | Rage Sheffield                                             | Xbox; Playstation 2                                          |
| Pocket Music                                | 2002 | Jester Interactive                                         | Game Boy Color; Game Boy Advance                             |

## Anulowane projekty
- kontynuacja Rocky'ego (ostatecznie zadebiutowała na rynku w 2004 r. jako Rocky Legends, za grą stanęło Venom Games)
- gra na licencji Lamborghini – Lamborghini (za grę było odpowiedzialne Rage Warrington[49]; miała mieć premierę w marcu 2003 r. na platformy PC i Xboxa; zaś na GameCube'a oraz PS2 wydane miały zostać w 2003 r. )[57]
- gra na licencji Andy'ego McNaba – Team SAS (wydawcą miała być Sierra; planowana premiera gry na Xboxa – III kwartał 2003 r)[57]